# 01an
01an là nhà sản xuất âm nhạc người Thụy Điển.
Anh là tác giả của các bản hit như đĩa đơn Windows Shopper của rapper 23, đĩa đơn Devilish của VC Barre và album Alltid varit här của Rozh.